# Istebné
Istebné este o comună slovacă, aflată în districtul Dolný Kubín din regiunea Žilina, pe malul râului Istebnianka⁠(d). Localitatea se află la altitudinea de 490 m deasupra n.m., se întinde pe o suprafață de 11,29 km2 și în 2017 număra 1.360 de locuitori.

## Istoric
Localitatea Istebné este atestată documentar din 1272.

## Demografie
| An:                | 1994 | 2004   | 2014   | 2024   |
| ------------------ | ---- | ------ | ------ | ------ |
| Număr de persoane: | 1473 | 1430   | 1347   | 1286   |
| Diferență:         |      | −2,91% | −5,80% | −4,52% |

| An:                | 2023 | 2024   |
| ------------------ | ---- | ------ |
| Număr de persoane: | 1301 | 1286   |
| Diferență:         |      | −1,15% |